# Велоспорт на літніх Олімпійських іграх 2024 — BMX-гонки (чоловіки)
Змагання з BMX-гонок серед чоловіків на літніх Олімпійських іграх 2024 відбудуться 1 і 2 серпня на Національному велодромі. 

## Розклад
Змагання відбуваються в два дні поспіль.
Вказано центральноєвропейський час (UTC+2)
| Дата     | Час   | Раунд                  |
| -------- | ----- | ---------------------- |
| 1 серпня | 20:00 | Чвертьфінали           |
| 1 серпня | 22:05 | Гонка останнього шансу |
| 2 серпня | 20:00 | Півфінали              |
| 2 серпня | 21:35 | Фінал                  |